# New Year's Smash (2022)
New Year's Smash 2022 fue un especial de televisión que se transmitió en vivo el 28 de diciembre de 2022 por el canal televisivo estadounidense TBS como especiales de los programas de televisión semanales Dynamite y Rampage (se trasmitirá el 30 de diciembre) desde el 1stBank Center en Broomfield, Colorado.

## Producción
New Year's Smash es un especial de televisión que All Elite Wrestling (AEW) lleva a cabo alrededor del Año Nuevo desde enero de 2021.
El 18 de octubre de 2022, AEW anunció que New Year's Smash regresaría el 28 de diciembre para  Dynamite en TBS y un episodio de Rampage que se emitirá el 30 de diciembre en TNT. El evento tendrá lugar en el 1stBank Center en Broomfield, Colorado.

## Resultados

#### Dynamite 28 de diciembre
- Bryan Danielson derrotó a Ethan Page (con Stokely Hathaway).
  - Danielson forzó a Page a rendirse con un «Regal Stretch».
- Blackpool Combat Club (Jon Moxley & Claudio Castagnoli) derrotaron a Top Flight (Dante Martin & Darius Martin).
  - Castagnoli cubrió a Darius después de un «Swiss Death».
- Hook derrotó a Baylum Lynx.
  - Hook forzó a Lynx a rendirse con un «Redrum».
  - Después de la lucha, The Firm (Lee Moriarty & Big Bill) (con Stokely Hathaway) confrontaron a Hook, pero fueron detenidos por "Jungle Boy" Jack Perry.
  - El Campeonato de FTW de Hook no estuvo en juego.
- The Elite (Kenny Omega, Matt Jackson & Nick Jackson) derrotaron a Death Triangle (PAC, Penta El Zero M & Rey Fénix) (con Alex Abrahantes) en un Best of 7 Series Falls Count Anywhere Match por el Campeonato Mundial de Tríos de AEW.
  - Omega cubrió a Fénix después de un «One Winged Angel» sobre una mesa.
  - Esta fue la sexta lucha de un Best of 7 Series, donde The Elite empató por un 3-3.
- TayJay A.S (Tay Melo & Anna Jay A.S) derrotaron a Ruby Soho & Willow Nightingale.
  - Melo cubrió a Soho después de que ambas atacaran con unas sillas seguido de un «Tay KnockOut».
  - Originalmente Melo estaba pautada a presentarse en México para el evento de AAA Noche de Campeones, sin embargo decidió por dejar vacante los Campeonatos Mundiales en Parejas Mixtos junto con Sammy Guevara debido al compromiso de esta lucha.
- Samoa Joe derrotó a Wardlow y retuvo el Campeonato TNT de AEW.
  - Joe dejó inconsciente a Wardlow con un «Coquina Clutch».
  - Después de la lucha, Joe atacó a Wardlow,  pero fue detenido por Darby Allin.
  - El Campeonato Mundial Televisivo de ROH de Joe no estuvo en juego.

#### Rampage 30 de diciembre
- Orange Cassidy derrotó a Trent Beretta (con Chuck Taylor & Danhausen) y retuvo el Campeonato Atlántico de AEW.
  - Cassidy cubrió a Beretta después de un «Orange Punch».
  - Durante la lucha, Penelope Ford distrajo a Beretta.
- Kip Sabian (con Penelope Ford) derrotó a Atiba.
  - Sabian cubrió a Atiba después de un «Orange Punch».
- Jade Cargill (con Leila Grey & Red Velvet) derrotó a Kiera Hogan y retuvo el Campeonato TBS de AEW.
  - Cargill cubrió a Hogan después de un «Jaded».
  - Durante la lucha, Red Velvet traicionó a Cargill.
- Swerve Strickland (con Parker Boudreaux & Granden Goetzman) derrotó a Wheeler Yuta.
  - Strickland cubrió a Yuta después de un «JML Driver».
  - Durante la lucha, Boudreaux & Goetzman interfirieron a favor de Strickland.
  - El Campeonato Puro de ROH de Yuta no estuvo en juego.